# جودزينا
زودزينا (Жодзіна, Жодино) هي مدينة في مقاطعة مينسكاجا فوبلاستس في روسيا البيضاء.
يبلغ عدد سكانها حوالي 61,613 نسمة.

## توأمة
لجودزينا اتفاقيات توأمة مع كل من:
- بارانافيتشي
- مايتشي (31 أكتوبر 1996 - )
- كريفي ريه
- أوريول